# 구와타 다케시
구와타 다케시(일본어: 桑田 武, 1937년 1월 5일 ~ 1991년 1월 21일)는 일본의 전 프로 야구 선수이다. 가나가와현 요코하마시 쓰루미구 출신이며 현역 시절 포지션은 내야수, 외야수였다.

## 인물

### 프로 입단 전
요코하마 시립 데라오 중학교 시절에는 훗날 스모에서 고무스비까지 등극하는 가네노하나 다케오(본명 가나이 다케오)와 같은 팀에서 활약했다. 에바라 고등학교에서는 2학년 때 3번 타자 겸 3루수로서 1953년 하계 고시엔 도쿄도 예선 결승에 진출했다. 하지만 이시다 마사아키가 소속된 메이지 고등학교한테서 연장 11회 끝내기 패배를 당했다. 이듬해 1954년에는 4번 타자 겸 1루수로 돌아오면서 2년 연속 하계 고시엔 도쿄도 예선 결승에 진출했지만 에노모토 기하치가 소속된 와세다 실업고등학교에게 대패하여 고시엔 대회 출전은 이루지 못했다.
졸업 후 주오 대학에 진학하여 도토 대학 야구 리그에서는 4년 간 통산 87경기에 출전하여 292타수 84안타, 타율 0.288, 4홈런, 40타점 등의 기록을 남겼다. 1958년 춘계 리그에서는 오구리 히데오, 와코 데루모토 양 투수를 앞세우고 5년 만의 우승에 기여했고, 최고 수훈 선수와 베스트 나인(3루수 부문)에도 선정됐다. 같은 해 전일본 대학 야구 선수권 대회의 결승전에서 릿쿄 대학에게 패하여 준우승에 그쳤다. 대학 동기로는 외야수 모리타 사칸, 1년 아래인 오구리, 와코 외에 포수 니시야마 고지(히로시마), 2루수 혼다 다케시 등이 있었다.

### 프로 야구 선수 시절
1958년 말에 다이요 웨일스에 입단하여 확실성을 갖춘 장거리 타자로서 4번 타자 겸 3루수를 맡았고 1959년에 신인으로서는 역대 최고 기록인 31홈런으로 홈런왕(모리 도루와 동률)을 신인왕과 함께 차지했다. 그 해에 기록한 시즌 117안타는 2021년에 마키 슈고가 깨질 때까지 오랫동안 구단 신인 최다 안타 기록이었다. 1960년에는 개막이 늦어졌지만, 4월 24일 히로시마와의 더블헤더에서 8타수 8안타 1볼넷을 기록했다. 여기서부터 기세를 몰아 최종적으로 타율 0.301(리그 5위)을 기록했다. 타이틀은 획득하지 못했지만 팀의 리그 첫 우승에 큰 기여를 했다. 하지만 같은 해 일본 시리즈 2차전에서 적시타를 날렸지만 상대팀이던 다이마이 오리온스 투수진에게서 철저하게 봉쇄당했기에 일본 시리즈 통산 15타수 3안타 1타점으로 존재감을 발휘하지 못했다. 1961년에는 타점왕을 획득해 나가시마 시게오의 타격 3관왕을 저지했다. 또한 그 해에는 타율 0.280(6위), 홈런 25개(나가시마에 이어 2위) 등의 좋은 성적을 남긴 것 외에도 2경기 연속 끝내기 홈런을 포함한 당시 일본 기록인 한 시즌 끝내기 홈런 3개를 기록했다.
수비에 있어서는 투수, 포수를 제외한 모든 포지션에서 출전했다. 3루수로 고정된 수비 위치였지만 1963년에 주전 유격수였던 마이크 크레스닉의 수비 부담을 경감시키기 위해 1964년과 1965년에는 주로 유격수로 기용됐다. 이 일로 인해서 2년 연속으로 센트럴 리그 최다 실책을 기록한 선수라는 불명예스런 기록도 갖고 있다. 주력도 있어서 입단 후 3년 간은 매년 20도루 전후를 기록했지만 1962년 지바현 조시시에서의 춘계 스프링 캠프에서 주루 연습 도중에 발목을 삔 이후 도루는 크게 줄어들었다. 
1964년에는 20경기 연속 안타와 161개의 시즌 최다 안타, 타율 0.299(6위)를 기록하는 등 팀의 중심 타자로 활약했다. 그러나 1966년경부터 다리 부상에 시달리는 등 극심한 슬럼프에 빠졌다. 1967년에는 요미우리 자이언츠전에서 시즌 12홈런을 날리는 등 27홈런을 기록하여 7년 연속 20홈런을 달성했지만 시즌 후반에는 수비 불안으로 마쓰바라 마코토에게 3루수 자리를 내주고 우익수로 주로 기용됐다. 이듬해 1968년에는 타격 부진을 비롯한 부상도 있어 악재가 겹치는 등 6월 초부터 결장했다. 월말에는 복귀했지만 그 이후에는 출전 기회가 대폭 줄어들었다. 구와타는 자신을 중요시하지 않고 있는 벳토 가오루 감독의 기용법에 불만을 드러내며 시즌 중이던 어느 날 벳토 감독과 멱살 잡으면서 대판 싸움을 벌인 적도 있었다. 이 사건으로 인해 7월 17일 요미우리전에서의 두 번째 타석부터는 무안타가 계속될 정도의 부진에 시달렸기 때문에 한때는 트레이드 후보로 거론됐다.
다이요 감독 사임 후 긴테쓰 버펄로스 감독으로 취임한 미하라 오사무가 보다 못해 구와타의 이적을 타진했지만 퍼시픽 리그 구단으로의 이적에 난색을 표함에 따라, 1969년에 들어와서 오하시 이사오 포수와의 맞트레이드로 요미우리 자이언츠에 이적했다. 요미우리에서는 5번 타자 후보로 활약할 것으로 기대됐지만 다리 부상이 재발한 일도 있어 타격 폼이 무너졌고 단 한 개도 안타를 치지 못하는 등 같은 해 시즌 종료 후 방출 통보를 받았다.
이듬해 1970년에는 야쿠르트 아톰스에 입단했다. 그러나 요미우리 시절과 마찬가지로 단 한 개의 안타를 기록하지 못했고 더 나아가 1970년 9월 8일에는 오토바이 레이스 승부조작(검은 안개 사건)에 가담한 혐의로 경찰에 체포돼 3개월 출장 정지 처분을 받았다. 결국 1968년부터 계속된 47타석 연속 무안타라는 최악의 기록을 남긴 채 현역에서 은퇴하게 됐다.

### 그 후
은퇴 후에는 평범한 회사원으로 일하다가 찻집이나 주유소를 운영한 것 외에도 군마현 골프장 지배인도 맡고 있었다고 한다. 1991년 1월 21일에 지주막하출혈로 향년 54세의 나이로 사망했다.

## 상세 정보

### 출신 학교
- 에바라 고등학교
- 주오 대학

### 선수 경력
- 다이요 웨일스(1959년 ~ 1968년)
- 요미우리 자이언츠(1969년)
- 야쿠르트 아톰스(1970년)

### 수상·타이틀 경력

#### 타이틀
- 홈런왕 : 1회(1959년)
- 타점왕 : 1회(1961년)
- 최다 안타(당시는 타이틀이 아님) : 1회(1964년)

#### 수상
- 신인왕(1959년) ※홈런왕과의 동시 수상은 그 외에 나가시마 시게오도 수상

### 개인 기록

#### 첫 기록
- 첫 출장·첫 선발 출장 : 1959년 4월 11일, 대 주니치 드래건스 1차전(주니치 스타디움), 4번·3루수로 선발 출장
- 첫 안타·첫 홈런·첫 타점 : 1959년 4월 14일, 대 히로시마 카프 1차전(히로시마 시민 구장), 1회초에 하이도 노리오로부터 좌월 선제 2점 홈런

#### 기록 달성 경력
- 통산 100홈런 : 1963년 6월 28일, 대 요미우리 자이언츠 12차전(고라쿠엔 구장), 7회초에 조노우치 구니오로부터 좌월 동점 솔로 홈런 ※역대 30번째
- 통산 150홈런 : 1965년 5월 6일, 대 히로시마 카프 5차전(히로시마 시민 구장), 5회초에 모리카와 다쿠로로부터 좌월 솔로 홈런 ※역대 19번째
- 통산 1000경기 출장 : 1966년 9월 21일, 대 산케이 아톰스 23차전(가와사키 구장), 4번·3루수로 선발 출장 ※역대 119번째
- 통산 1000안타 : 1967년 4월 25일, 대 요미우리 자이언츠 1차전(가와사키 구장), 1회말에 조노우치 구니오로부터 중전 적시타 ※역대 63번째
- 통산 200홈런 : 1967년 5월 18일, 대 요미우리 자이언츠 8차전(고라쿠엔 구장), 2회초에 와타나베 히데타케로부터 좌월 선제 솔로 홈런 ※역대 13번째

#### 그 외의 기록
- 신인 최다 홈런 : 31개(1959년) ※최다 타이(이후 1986년에 기요하라 가즈히로가 같은 수로 기록)
- 2경기 연속 끝내기 홈런 ※NPB 사상 최초[5]
  - 1961년 4월 8일, 대 히로시마 카프 1차전(가와사키 구장), 10회말에 하세가와 료헤이로부터 좌중간에 끝내기 솔로 홈런
  - 1961년 4월 9일, 대 히로시마 카프 2차전(가와사키 구장), 9회말에 오이시 기요시로부터 좌중간에 역전 끝내기 3점 홈런
- 올스타전 출장 : 6회(1959년 ~ 1962년, 1964년, 1965년)

### 등번호
- 8(1959년 ~ 1968년)
- 7(1969년 ~ 1970년)

### 연도별 타격 성적
| 연 도       | 소 속       | 경 기 | 타 석 | 타 수 | 득 점 | 안 타 | 2 루 타 | 3 루 타 | 홈 런 | 루 타 | 타 점 | 도 루 | 도 루 자 | 희 생 번 | 희 생 플 | 볼 넷 | 고 4 | 사 구 | 삼 진 | 병 살 타 | 타 율 | 출 루 율 | 장 타 율 | O P S |
| ----------- | ----------- | ----- | ----- | ----- | ----- | ----- | ------- | ------- | ----- | ----- | ----- | ----- | -------- | -------- | -------- | ----- | ---- | ----- | ----- | -------- | ----- | -------- | -------- | ----- |
| 1959년      | 다이요      | 125   | 499   | 435   | 64    | 117   | 20      | 3       | 31    | 236   | 84    | 25    | 8        | 0        | 2        | 58    | 21   | 4     | 99    | 13       | .269  | .359     | .543     | .902  |
| 1960년      | 다이요      | 114   | 443   | 392   | 50    | 118   | 15      | 7       | 16    | 195   | 67    | 16    | 3        | 0        | 4        | 44    | 12   | 3     | 72    | 10       | .301  | .376     | .497     | .873  |
| 1961년      | 다이요      | 130   | 532   | 471   | 70    | 132   | 25      | 3       | 25    | 238   | 94    | 20    | 5        | 4        | 3        | 53    | 7    | 1     | 108   | 10       | .280  | .354     | .505     | .860  |
| 1962년      | 다이요      | 112   | 466   | 431   | 50    | 112   | 18      | 0       | 22    | 196   | 48    | 2     | 1        | 0        | 1        | 34    | 2    | 0     | 83    | 11       | .260  | .314     | .455     | .769  |
| 1963년      | 다이요      | 139   | 564   | 493   | 65    | 118   | 25      | 1       | 25    | 220   | 76    | 7     | 6        | 2        | 8        | 58    | 0    | 3     | 72    | 21       | .239  | .323     | .446     | .769  |
| 1964년      | 다이요      | 140   | 596   | 539   | 75    | 161   | 30      | 1       | 27    | 274   | 96    | 5     | 6        | 0        | 5        | 49    | 2    | 3     | 81    | 13       | .299  | .360     | .508     | .869  |
| 1965년      | 다이요      | 132   | 520   | 480   | 65    | 128   | 21      | 3       | 24    | 227   | 75    | 5     | 3        | 0        | 4        | 36    | 1    | 0     | 84    | 11       | .267  | .318     | .473     | .791  |
| 1966년      | 다이요      | 119   | 465   | 441   | 48    | 105   | 12      | 0       | 25    | 192   | 64    | 3     | 2        | 2        | 3        | 18    | 1    | 1     | 70    | 13       | .238  | .270     | .435     | .705  |
| 1967년      | 다이요      | 118   | 444   | 400   | 62    | 106   | 14      | 1       | 27    | 203   | 63    | 5     | 2        | 2        | 1        | 35    | 2    | 6     | 73    | 9        | .265  | .333     | .508     | .841  |
| 1968년      | 다이요      | 49    | 131   | 114   | 5     | 15    | 2       | 0       | 1     | 20    | 7     | 1     | 1        | 2        | 1        | 13    | 1    | 1     | 34    | 5        | .132  | .227     | .175     | .402  |
| 1969년      | 요미우리    | 13    | 17    | 14    | 0     | 0     | 0       | 0       | 0     | 0     | 0     | 0     | 0        | 0        | 0        | 3     | 0    | 0     | 8     | 1        | .000  | .176     | .000     | .176  |
| 1970년      | 야쿠르트    | 3     | 4     | 4     | 0     | 0     | 0       | 0       | 0     | 0     | 0     | 0     | 0        | 0        | 0        | 0     | 0    | 0     | 3     | 0        | .000  | .000     | .000     | .000  |
| 통산 : 12년 | 통산 : 12년 | 1194  | 4681  | 4214  | 554   | 1112  | 182     | 19      | 223   | 2001  | 674   | 89    | 37       | 12       | 32       | 401   | 49   | 22    | 787   | 117      | .264  | .331     | .475     | .806  |

- 굵은 글씨는 시즌 최고 성적.